# Port lotniczy El Papalon
Port lotniczy El Papalon – jeden z salwadorskich portów lotniczych, znajdujący się w mieście San Miguel.